# Frankfurt-Berkersheim
Berkersheim is een plaats in Hessen, en sinds 1910 een stadsdeel van Frankfurt am Main. Het stadsdeel ligt in het noorden van Frankfurt. Berkersheim is met ongeveer 3000 inwoners een van de kleinste stadsdelen van Frankfurt.
Berkersheim was tot april 1910 een zelfstandige gemeente, en voerde tot dan een eigen gemeentewapen.

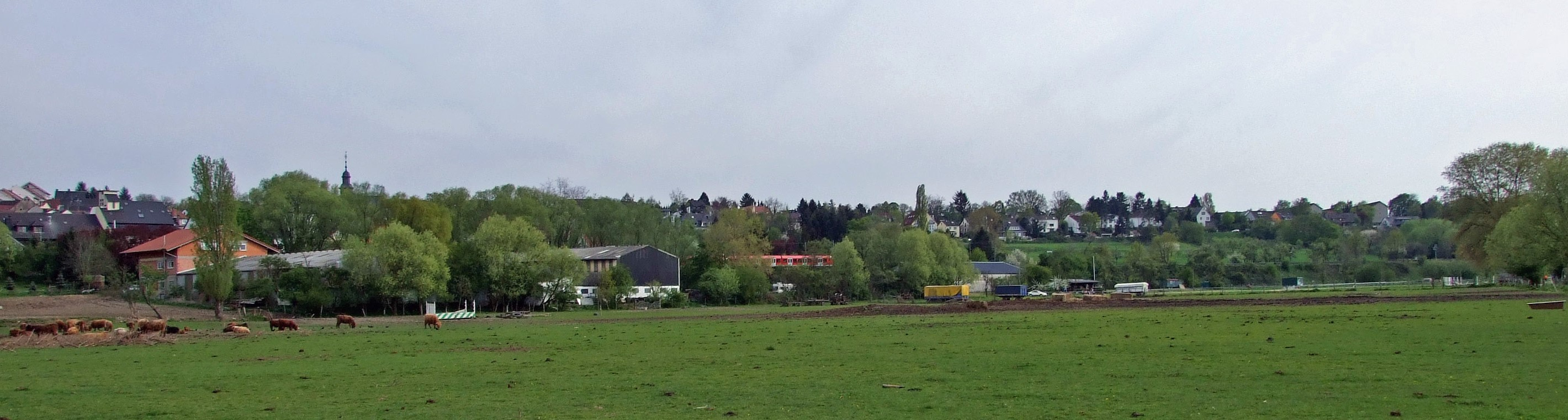
Berkersheim

Altstadt · Bahnhofsviertel · Bergen-Enkheim · Berkersheim · Bockenheim · Bonames · Bornheim · Dornbusch · Eckenheim · Eschersheim · Fechenheim · Flughafen · Frankfurter Berg · Gallus · Ginnheim · Griesheim · Gutleutviertel · Harheim · Hausen · Heddernheim · Höchst · Innenstadt · Kalbach-Riedberg · Nied · Nieder-Erlenbach · Nieder-Eschbach · Niederrad ·  Niederursel · Nordend · Oberrad · Ostend · Praunheim · Preungesheim · Riederwald · Rödelheim · Sachsenhausen · Schwanheim · Seckbach · Sindlingen · Sossenheim · Unterliederbach · Westend · Zeilsheim